# Money Bag
«Money Bag» (с англ. — «Сумка денег») — песня американской хип-хоп исполнительницы и автора песен Карди Би, выпущенная 6 апреля 2018 года на лейбле Atlantic в составе дебютного студийного альбома исполнительницы Invasion of Privacy (2018). Песня дебютировала на 58 строчке чарта Billboard Hot 100 спустя неделю после выхода альбома.

## Композиция
По мнению критиков, «Money Bag» демонстрирует «хладнокровный настрой» исполнительницы. В лирическом плане она хвастается своим растущим богатством за счёт «масштабного» продакшна.

## Восприятие
Карас Лэмб из Entertainment Weekly посчитала, что трек «уничтожает недоброжелателей, которые пытались сыграть с Карди в нечестные игры». Трент Кларк из HipHopDX написал, что эта песня представляет собой «агрессивно-забавное исполнение, которое аккуратно демонстрирует все аспекты личности Карди Би». Бен Бомонт-Томас из The Guardian написал: «Гигантская 'Money Bag' движется под медленный и едкий электро-бит к самым ярким и оригинальным строчкам альбома: „Я не понимаю, к чему этот хейт / Как ты собираешься сосать член своего парня с моим именем у себя на языке?“».

## Живые выступления
Впервые Карди Би исполнила «Money Bag» с группой The Roots на Ночном шоу с Джимми Фэллоном. Инструментальная часть песни была использована во время выступления Карди Би с треком «Money» на 61 церемонии премии «Грэмми».

## Чарты
| Чарт (2018)                           | Высшая позиция |
| ------------------------------------- | -------------- |
| Канада (Billboard Canadian Hot 100)   | 84             |
| США (Billboard Hot 100)               | 58             |
| США (Billboard Hot R&B/Hip-Hop Songs) | 32             |

## Сертификации
| Регион                                                                      | Сертификация | Продажи   |
| --------------------------------------------------------------------------- | ------------ | --------- |
| США (RIAA)                                                                  | Платиновый   | 1 000 000 |
| Данные о продажах + прослушиваниях приведены только на основе сертификации. |              |           |